# Perccottus glenii
El durmiente chino (Perccottus glenii), también conocido como durmiente de Amur, es una  especie de  pez de la familia Odontobutidae nativa de la cuenca del río Amur en el este de Asia con poblaciones introducidas en otras regiones de Eurasia. Actualmente es el único miembro conocido del género Perccottus.

## Descripción

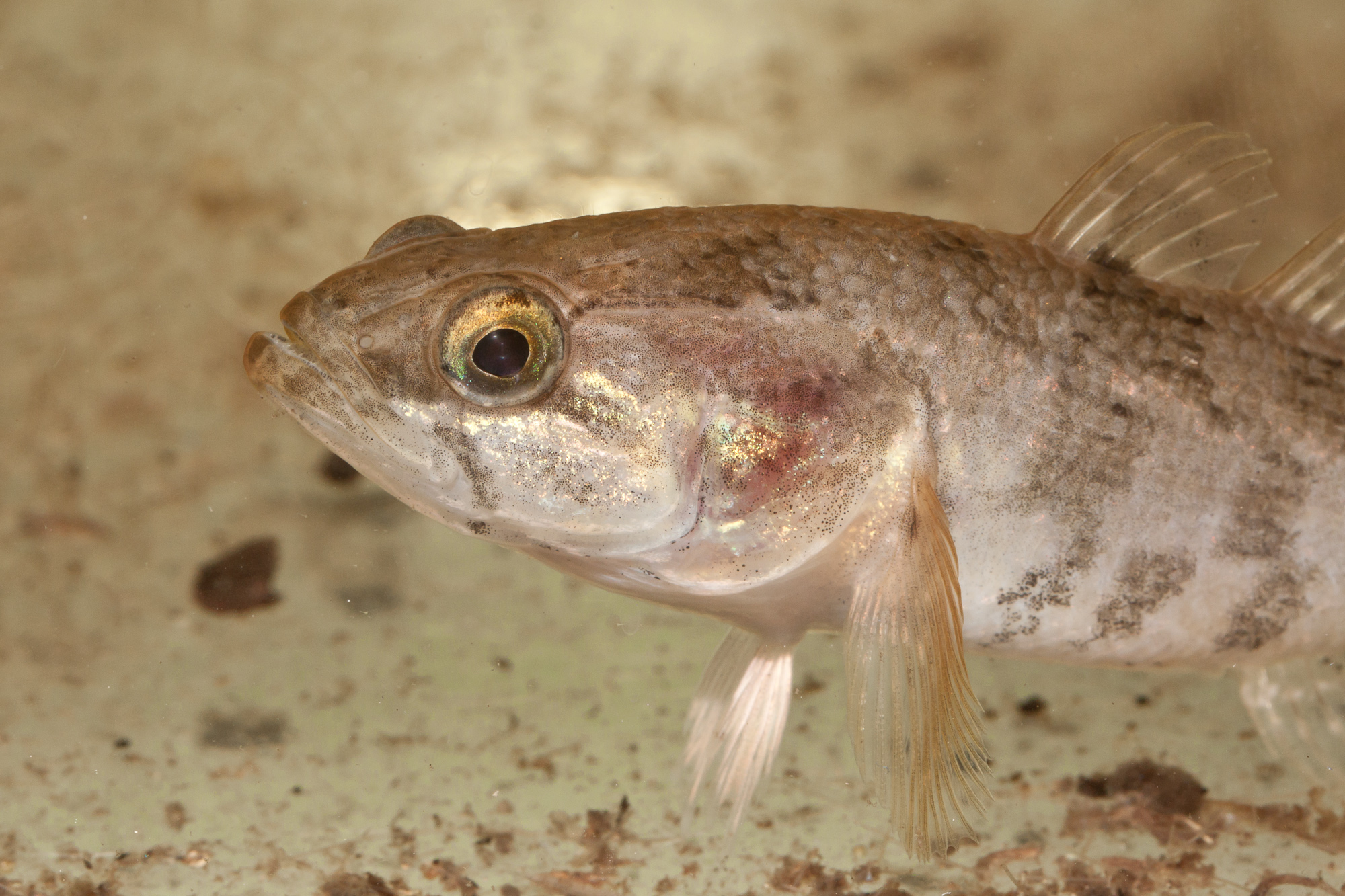
La cabeza del durmiente chino

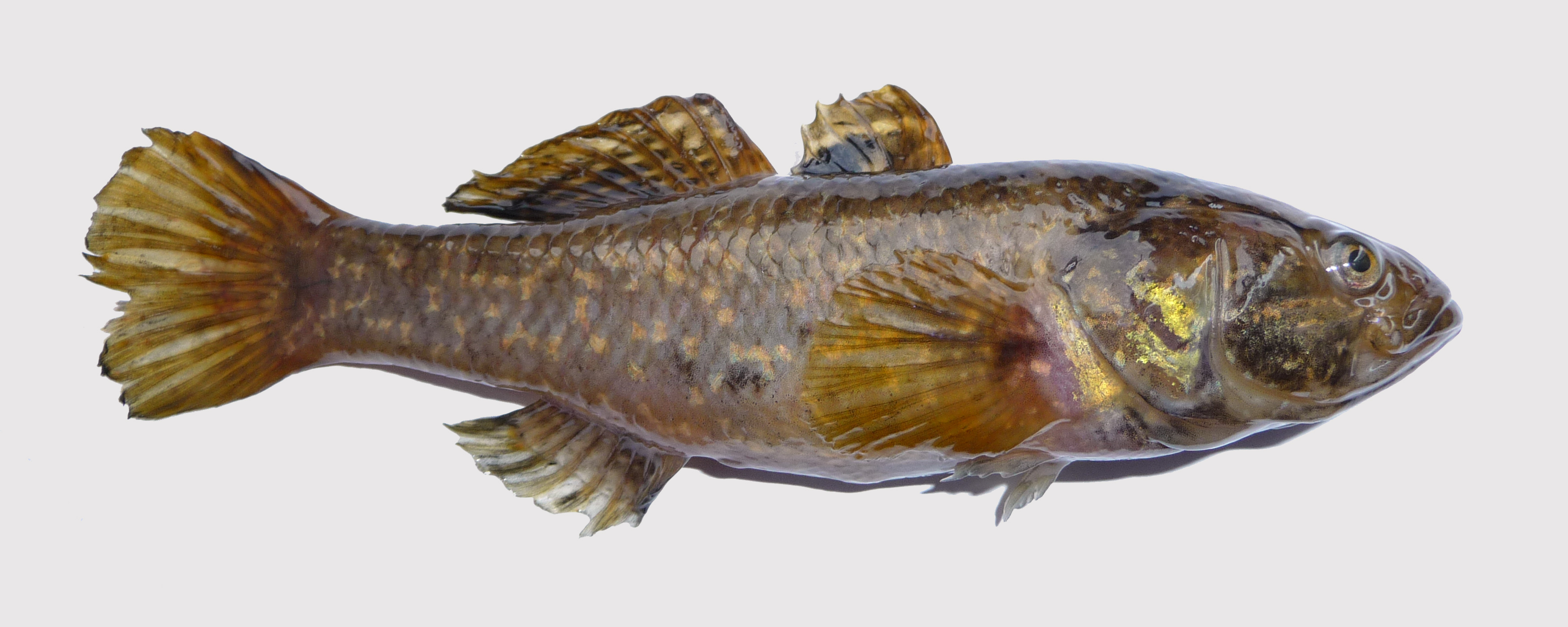
El durmiente chino invasor de la región de Vínnitsa, Ucrania

El durmiente chino, conocido como rotan en Rusia, se asemeja a una perca, acerina o "sculpin". Los ojos se encuentran en lo alto de la cabeza, que tiene un hocico redondeado y una mandíbula inferior proyectada. Hay poca o ninguna brecha entre las dos aletas dorsales, la delantera tiene de seis a ocho espinas y la trasera de nueve a once radios suaves. La aleta anal tiene de una a tres espinas y de siete a diez radios blandos. Las aletas pélvicas no están fusionadas, lo que ayuda a distinguir a este pez de los gobios. La segunda aleta dorsal y anal son más redondeadas y más cortas que los gobios y la aleta caudal también es más redondeada. El color general es pardusco con un patrón de tablero de ajedrez de marcas más oscuras o barras oscuras. Hay líneas oscuras en la cabeza que irradian desde el ojo. Esta especie puede alcanzar una longitud de 25 centímetros LT y el mayor peso registrado para un espécimen es 250 gramos.

## Distribución y hábitat
El durmiente chino es originario del Lejano Oriente, pero apareció en estanques en Europa del Este a principios del siglo XX y desde entonces se ha extendido a gran parte del Danubio, el Vístula y otras cuencas fluviales donde se considera una especie invasora. Su hábitat típico son los estanques, cuerpos de agua cerrados y arroyos de movimiento lento. La localidad más occidental de la cordillera de los durmientes chinos son los estanques en la cuenca del Danubio bávaro en Alemania.

## Comportamiento
El durmiente chino es una especie adaptable y tolerante a condiciones muy diferentes. Se alimenta de insectos y sus larvas, pequeños crustáceos y alevines. Se reproduce en aguas poco profundas cálidas entre la vegetación y el macho protege los huevos.

## Importancia económica
Esta especie es de menor importancia para la pesca comercial local y tiene potencial como pez de acuario. Sin embargo, las poblaciones introducidas son motivo de preocupación, ya que podrían resultar perjudiciales para la fauna local debido a su naturaleza depredadora y su apetito voraz.